# Săcășeni
Săcășeni (Érszakácsi en hongrois) est une commune roumaine du județ de Satu Mare, dans la région historique de Transylvanie et dans la région de développement du Nord-Ouest.

## Géographie
La commune de Săcășeni est située dans le sud du județ, à la limite avec le județ de Sălaj, dans les collines de Crasna, à 9 km à l'est de Tășnad et à 68 km au sud de Satu Mare, le chef-lieu du județ.
La municipalité est composée des deux villages suivants (population en 2002) :
- Chegea (237) ;
- Săcășeni (1 100), siège de la commune.

## Histoire
La première mention écrite du village de Săcășeni date de 1240 sous le nom de Zaka. Chegea apparaît en 1243.
La commune, qui appartenait au royaume de Hongrie, faisait partie de la principauté de Transylvanie et elle en a donc suivi l'histoire. Au XIXe siècle, une communauté d'origine slovaque s'implante à Sărășeni.
Après le compromis de 1867 entre Autrichiens et Hongrois de l'empire d'Autriche, la principauté de Transylvanie disparaît et, en 1876, le royaume de Hongrie est partagé en comitats. Săcășeni intègre le comitat de Szilágy (Szilaágy vármegye).
À la fin de la Première Guerre mondiale, l'Empire austro-hongrois disparaît et la commune rejoint la Grande Roumanie au traité de Trianon et le județ de Sălaj.
En 1940, à la suite du deuxième arbitrage de Vienne, elle est annexée par la Hongrie jusqu'en 1944, période durant laquelle sa communauté juive est exterminée par les nazis. Elle réintègre la Roumanie après la Seconde Guerre mondiale au traité de Paris en 1947.
Ce n'est qu'en 1968, lors de la réforme administrative du pays que la commune est intégrée au județ de Satu Mare dont elle fait partie de nos jours.

## Politique
Le Conseil Municipal de Săcășeni compte 9 sièges de conseillers municipaux. À l'issue des élections municipales de juin 2008, Zoltan Ferencz Levente (UDMR) a été élu maire de la commune.
| Parti                                                | Nombre de conseillers |
| ---------------------------------------------------- | --------------------- |
| Union démocrate magyare de Roumanie (UDMR)           | 5                     |
| Parti démocrate-libéral (PD-L)                       | 2                     |
| Parti national libéral (PNL)                         | 1                     |
| Parti de la nouvelle génération - Chrétien-démocrate | 1                     |

## Religions
En 2002, la composition religieuse de la commune était la suivante :
- Réformés, 47,27 % ;
- Chrétiens orthodoxes, 47,19 % ;
- Catholiques romains, 3,51 % ;
- Adventistes du septième jour, 0,74 %.

## Démographie
En 1910, à l'époque austro-hongroise, la commune comptait 1 448 Hongrois (52,50 %) et 1 243 Roumains (45,07 %).
En 1930, on dénombrait 1 421 Roumains (51,28 %), 1 204 Hongrois (43,45 %), 80 Slovaques (2,89 %), 49 Juifs (1,77 %) et 14 Tsiganes (0,51 %).
En 1956, après la Seconde Guerre mondiale, 1 535 Roumains (55,32 %) côtoyaient 1 220 Hongrois (43,96 %) et 17 Slovaques (0,61 %).
En 2002, la commune comptait 658 Hongrois (49,21 %), 509 Roumains (38,07 %), 161 Tsiganes (12,09 %) et 9 Slovaques (0,67 %). On comptait à cette date 456 ménages et 520 logements.
| 1850  | 1880  | 1890  | 1900  | 1910  | 1920  | 1930  | 1941  | 1956  |
| ----- | ----- | ----- | ----- | ----- | ----- | ----- | ----- | ----- |
| 2 076 | 1 973 | 2 324 | 2 557 | 2 758 | 2 667 | 2 771 | 2 931 | 2 775 |

| 1966  | 1977  | 1992  | 2002  | 2007  | - | - | - | - |
| ----- | ----- | ----- | ----- | ----- | - | - | - | - |
| 2 367 | 1 870 | 1 405 | 1 337 | 1 217 | - | - | - | - |

## Économie
L'économie de la commune repose sur l'agriculture et l'élevage.

## Communications

### Routes
Săcășeni est située sur la route nationale DN1F qui se dirige vers la DN19A et Zalău au sud-est et Tășnad, Carei et la Hongrie au nord-ouest. La route régionale DJ109N mène vers le villag d'Unimaț et Acâș au nord-est.

### Voies ferrées
La gare la plus proche est celle de Tășnad sur la ligne Carei-Jibou.

## Lieux et monuments
- Săcășeni, église réformée datant de 1760, de style baroque, classée monument historique[9],[10].
- Săcășeni, château Bölöni de style éclectique, construit vers 1880, aujourd'hui mairie du village[11].
- Săcășeni, église orthodoxe des Sts Apôtres Pierre et Paul datant de 1921[9].
- Chegea, église orthodoxe des Sts Archanges Michel et Gabriel datant de 1889[9].